# Дивергенция Йенсена — Шеннона
Дивергенция Йенсена — Шеннона — это метод измерения похожести двух распределений вероятностей. Она известна также как информационный радиус или полное отклонение от среднего. Дивергенция базируется на дивергенции Кульбака — Лейблера с некоторыми существенными (и полезными) отличиями, среди которых, что она симметрична и всегда имеет конечное значение. Квадратный корень из дивергенции Йенсена — Шеннона является метрикой, которая часто упоминается как расстояние Йенсена — Шеннона.

## Определение
Рассмотрим множество {\displaystyle M_{+}^{1}(A)} распределений вероятности, где A — это множество, снабжённое некоторой сигма-алгеброй измеримых подмножеств. В частности, мы можем взять в качестве A конечное или счётное множество, в котором все подмножества измеримы.
Дивергенция Йенсена — Шеннона (англ. Jensen–Shannon divergence, JSD) {\displaystyle M_{+}^{1}(A)\times M_{+}^{1}(A)\rightarrow [0,\infty {})} — это симметризованная и сглаженная версия дивергенции Кульбака — Лейблера {\displaystyle D(P\parallel Q)}. Она определяется как
{\displaystyle {\rm {JSD}}(P\parallel Q)={\frac {1}{2}}D(P\parallel M)+{\frac {1}{2}}D(Q\parallel M)},
где {\displaystyle M={\frac {1}{2}}(P+Q)}
Недавно было предложено обобщение дивергенции Йенсена — Шеннона, в котором вместо арифметического среднего используется абстрактное среднее (наподобие геометрического или гармонического среднего).
Геометрическая дивергенция Йенсена — Шеннона (англ. G-Jensen–Shannon divergence) даёт явную a формулу дивергенции между двумя гауссовыми распределениями путём применения геометрического среднего.
Более общее определение, позволяющее сравнить более двух распределений вероятности (См):
{\displaystyle {\rm {JSD}}_{\pi _{1},\ldots ,\pi _{n}}(P_{1},P_{2},\ldots ,P_{n})=H\left(\sum _{i=1}^{n}\pi _{i}P_{i}\right)-\sum _{i=1}^{n}\pi _{i}H(P_{i})},
где {\displaystyle \pi _{1},\ldots ,\pi _{n}} являются весами, выбранными для распределений вероятности {\displaystyle P_{1},P_{2},\ldots ,P_{n}}, а {\displaystyle H(P)} является энтропией Шеннона для распределения {\displaystyle P}. Для случая двух распределений
{\displaystyle P_{1}=P,P_{2}=Q,\pi _{1}=\pi _{2}={\frac {1}{2}}.\ }

## Границы
Дивергенция Йенсена — Шеннона ограничена 1 для двух распределений вероятности, если (в дивергенции Кульбака — Лейблера) используется логарифм по основанию 2
{\displaystyle 0\leqslant {\rm {JSD}}(P\parallel Q)\leqslant 1}
С такой нормализацией дивергенция Йенсена — Шеннона является нижней границей полного расстояния вариации между P и Q:
{\displaystyle {\rm {JSD}}(P\parallel Q)\leqslant {\frac {1}{2}}\|P-Q\|_{1}={\frac {1}{2}}\sum _{\omega \in \Omega }|P(\omega )-Q(\omega )|.}
Для натурального логарифма, который обычно используется в статистической термодинамике, верхняя граница равна ln(2):
{\displaystyle 0\leqslant {\rm {JSD}}(P\parallel Q)\leqslant \ln(2)}
Дивергенция Йенсена — Шеннона ограничена величиной {\displaystyle \log _{2}(n)} для более двух распределений вероятности, если используется логарифм по основанию 2
{\displaystyle 0\leqslant {\rm {JSD}}_{\pi _{1},\ldots ,\pi _{n}}(P_{1},P_{2},\ldots ,P_{n})\leqslant \log _{2}(n)}

## Связь со взаимной информацией
Дивергенция Йенсена — Шеннона является взаимной информацией между случайной переменной {\displaystyle X}, ассоциированной со смесью распределений между {\displaystyle P} и {\displaystyle Q} и двоичной индикаторной переменной {\displaystyle Z}, которая используется для переключения между {\displaystyle P} и {\displaystyle Q} для получения смеси. Пусть {\displaystyle X} будет некоторой функцией на множестве событий, которая хорошо различает события, и выберем значение {\displaystyle X} согласно {\displaystyle P}, если {\displaystyle Z=0}, и согласно {\displaystyle Q}, если {\displaystyle Z=1}, где {\displaystyle Z} равновероятно. То есть мы выбираем {\displaystyle X} согласно мере {\displaystyle M=(P+Q)/2}, и его распределение является смесью распределений. Мы вычисляем
{\displaystyle {\begin{aligned}I(X;Z)&=H(X)-H(X|Z)\\&=-\sum M\log M+{\frac {1}{2}}\left[\sum P\log P+\sum Q\log Q\right]\\&=-\sum {\frac {P}{2}}\log M-\sum {\frac {Q}{2}}\log M+{\frac {1}{2}}\left[\sum P\log P+\sum Q\log Q\right]\\&={\frac {1}{2}}\sum P\left(\log P-\log M\right)+{\frac {1}{2}}\sum Q\left(\log Q-\log M\right)\\&={\rm {JSD}}(P\parallel Q)\end{aligned}}}
Из результатов выше следует, что дивергенция Йенсена — Шеннона ограничена 0 и 1, поскольку взаимная информация неотрицательна и ограничена величиной {\displaystyle H(Z)=1}. Дивергенция Йенсена — Шеннона не всегда ограничена 0 и 1 — здесь верхняя граница 1 возникает из-за того, что мы рассматриваем конкретный случай двоичной переменной {\displaystyle Z}.
Можно применить тот же принцип для совместного распределения и произведения этих двух крайних распределений (по аналогии с дивергенцией Кульбака — Лейблера и взаимной информацией) и измерить, насколько достоверно можно решить, что результат получен от совместного распределения или от произведения распределений при предположении, что имеются только эти две возможности.

## Квантовая дивергенция Йенсена — Шеннона
Обобщение распределений вероятности на матрицы плотности позволяет определить квантовую дивергенцию Йенсена — Шеннона (англ. quantum Jensen–Shannon divergence, QJSD). Она определяется для множества матриц плотности {\displaystyle (\rho _{1},\ldots ,\rho _{n})} и распределений вероятности {\displaystyle \pi =(\pi _{1},\ldots ,\pi _{n})} как
{\displaystyle {\rm {QJSD}}(\rho _{1},\ldots ,\rho _{n})=S\left(\sum _{i=1}^{n}\pi _{i}\rho _{i}\right)-\sum _{i=1}^{n}\pi _{i}S(\rho _{i})}
где {\displaystyle S(\rho )} является энтропией фон Неймана плотности {\displaystyle \rho }. Эта величина вводится в теории квантовой информации, где называется информацией Холево — она даёт верхнюю границу для количества классической информации, закодированной квантовыми состояниями {\displaystyle (\rho _{1},\ldots ,\rho _{n})} при априорных распределениях {\displaystyle \pi } (см. статью «Теорема Холево»). Квантовая Дивергенция Йенсена — Шеннона для {\displaystyle \pi =\left({\frac {1}{2}},{\frac {1}{2}}\right)} и двух матриц плотности является ограниченной всюду заданной симметричной функцией и равна нулю, только если две матрицы плотности совпадают. Она равна квадрату метрики чистых состояний и недавно было показано, что это метрическое свойство выполняется и для смешанных состояний. Метрика Бюреса тесно связана с квантовой дивергенцией Йенсена — Шеннона и является квантовым аналогом информационной метрики Фишера.

## Обобщение
Нильсен ввёл косую K-дивергенцию:
{\displaystyle K_{\alpha }(p||q)=\mathrm {KL} (p||(1-\alpha )p+\alpha q)=\int p(x)\log {\frac {p(x)}{(1-\alpha )p(x)+\alpha q(x)}}\mathrm {d} x.}
Отсюда получаем однопараметрическое семейство дивергенций Йенсена — Шеннона, называемое {\displaystyle \alpha }-дивергенциями Йенсена — Шеннона:
{\displaystyle \mathrm {JS} _{\alpha }(p,q)={\frac {1}{2}}\left(K_{\alpha }(p||q)+K_{\alpha }(q||p)\right)=\mathrm {JS} _{\alpha }(q,p),}
которое включает дивергенцию Йенсена — Шеннона (для {\displaystyle \alpha ={\frac {1}{2}}}) и половину дивергенции Джеффриса (для {\displaystyle \alpha =1}).

## Приложения
Дивергенция Йенсена — Шеннона применяется в биоинформатике и сравнении геномов, при сравнении поверхностей белков, в общественных науках, при количественных исследованиях в истории, экспериментах с огнём и машинном обучении .